# Laoang
Laoang est une localité de la province de Samar du Nord, aux Philippines. En 2015, elle compte 61 359 habitants.